# Wings of Tomorrow
| 전문가 평가                          | 전문가 평가 |
| 평가 점수                            | 평가 점수   |
| 출처                                 | 점수        |
| ------------------------------------ | ----------- |
| AllMusic                             | [ 2 ]       |
| The Collector's Guide to Heavy Metal | 6/10        |
| The Rolling Stone Album Guide        | [ 4 ]       |

《Wings of Tomorrow》는 스웨덴의 헤비 메탈 밴드 유럽의 두 번째 스튜디오 음반이다. 1984년 2월 24일, 핫 레코드에 의해 발매되었다. 토니 리노가 마지막으로 참여한 음반이다.
〈Scream of Anger〉의 제목은 원래 〈Black Journey Through My Soul〉이었다. 드러머 토니 리노는 "클릭에 맞춰 연주하거나 시간을 맞출 수 없다"는 이유로 드럼 머신으로 대체되었다.

## 커버 버전
〈Wings of Tomorrow〉와 〈Scream of Anger〉는 멜로딕 데스 메탈 밴드 아치 에너미가 커버했다. 기타리스트 마이클 아모트는 《Wages of Sin》의 라이너 노트(보너스 CD에 수록)에서 "1998년 12월/1999년 1월 《Burning Bridges》 세션 동안 녹음되고 혼합되었습니다. 원래 일본 버전의 《Burning Bridges》에서 출시되었습니다. 스웨덴에서 탄생한 하드 록 밴드 중 가장 성공한 밴드의 커버 버전입니다. 그것은 그들의 경력에서 가장 공격적인 트랙이었고 아마도 아치 에너미의 가장 부드러운 순간 중 하나였을 것입니다. 어쨌든, 우리는 그것을 배웠고 오후에 녹음했습니다." 아모트는 2014년 3월 3일 스톡홀름에서 《Wings of Tomorrow》를 공연할 때 유럽 팀을 초대했다. "그는 이 밴드의 친구이고 유럽의 음악을 들으며 자랐습니다"라고 조이 템페스트가 전했다. "그와 함께 무대에 서게 되어 영광이었고 너무 즐거웠습니다!"

## 곡 목록
모든 곡들은 특별한 언급이 없는 한 조이 템페스트에 의해 작사/작곡하였다.
| #  | 제목                  | 작사·작곡                    | 재생 시간 |
| -- | --------------------- | ---------------------------- | --------- |
| 1. | 〈Stormwind〉         |                              | 4:31      |
| 2. | 〈Scream of Anger〉   | 조이 템페스트, 마르셀 야코프 | 4:06      |
| 3. | 〈Open Your Heart〉   |                              | 4:10      |
| 4. | 〈Treated Bad Again〉 |                              | 3:46      |
| 5. | 〈Aphasia〉 (기악)    | 욘 노럼                      | 2:32      |

| #   | 제목                     | 재생 시간 |
| --- | ------------------------ | --------- |
| 6.  | 〈Wings of Tomorrow〉    | 3:59      |
| 7.  | 〈Wasted Time〉          | 4:10      |
| 8.  | 〈Lyin' Eyes〉           | 3:47      |
| 9.  | 〈Dreamer〉              | 4:28      |
| 10. | 〈Dance the Night Away〉 | 3:35      |